# Liste des camps satellites de Kraków-Płaszów
Les camps satellites du complexe Cracovie-Płaszów sont des camps de concentration nazis situés principalement dans les environs de Cracovie situé dans le district semi-colonial du gouvernement général en Pologne occupée entre 1942 et 1944. 
- Cracovie Płaszów (Julag I)
- Cracovie Prokocim (Julag II)
- Cracovie Bieżanow (Julag III)

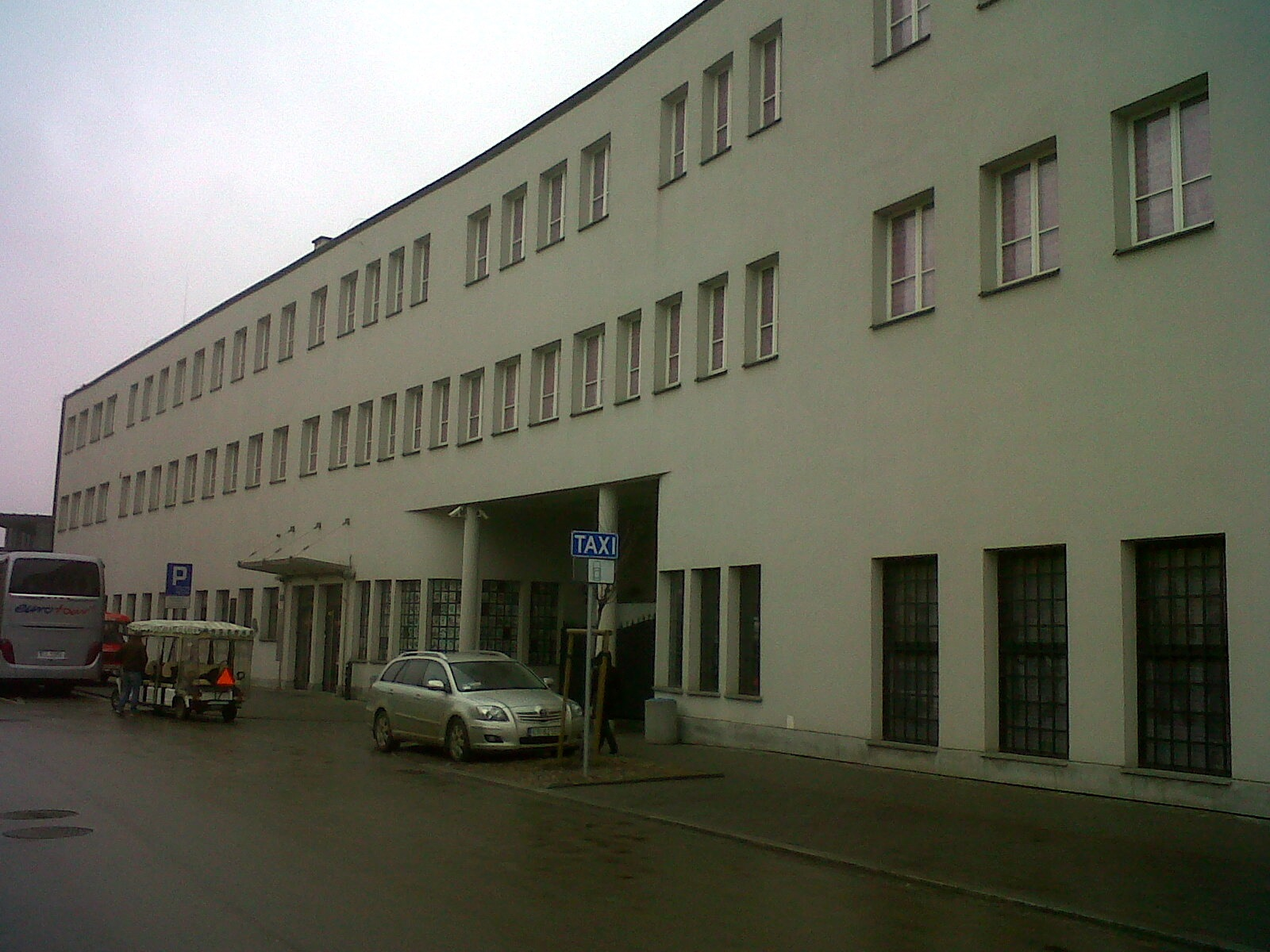
Ancienne « Deutsche Emaillewarenfabrik » dirigée par Oskar Schindler ; aujourd'hui un musée

- le lieu surnommé camp de Kabel, établi en mars 1943 dans l'ancienne usine de Kabel à Cracovie[1].

- Kraków Zabłocie DEF, Deutsche Emaillewarenfabrik d'Oskar Schindler, ancienne usine Rekord, au 4 Rue Lipowa dans le centre de Cracovie, avec 1 200 travailleurs esclaves[2].
- Cracovie Zabłocie NKF

- Cracovie Zabłocie Feldpunkt
- Cracovie Rakowice près de l'aéroport
- Mielec dans l'ancienne usine d'avions polonaise, créée pour Heinkel (Luftwaffe) en 1939, avec 2 000 travailleurs esclaves dont 300 (prédatrices) femmes de cuisine et d'entretien[3].
- Wieliczka (1944), usine souterraine de pièces d'avion située sur le site de la mine de sel de Wieliczka avec 1 700 travailleurs esclaves[4].
- Zakopane (1942–1943), carrière de pierre Stuag avec 1 000 travailleurs esclaves[5].